# Conus aito
Conus aito é uma espécie de caracol marinho, um molusco gastrópode marinho na família Conidae. Este caracol é predatório e venenoso e é capaz de "perseguir" os humanos. Esta espécie marinha de caracol ocorre na Polinésia Francesa.